# Jeux sud-asiatiques de 1985
Les Jeux sud-asiatiques de 1985 se sont déroulés à Dacca au Bangladesh en 1985.

## Tableau récapitulatif
| Pays participants     | 7                                            |
| Athlètes participants | ? (? femmes, ? hommes)                       |
| Épreuves              | ?, dans 7 sports et ? disciplines            |
| Cérémonie d'ouverture | 1985                                         |
| Cérémonie de clôture  | 1985                                         |
| Mascotte olympique    | Athiná et Phévos (Athéna et Phoibos Apollon) |

## Sports
- Athlétisme, voir résultats détaillés
- Boxe, voir résultats détaillés
- Football, voir résultats détaillés
- Haltérophilie, voir résultats détaillés
- Kabaddi, voir résultats détaillés
- Lutte, voir résultats détaillés
- Natation, voir résultats détaillés

## Pays participants
- Inde
- Pakistan
- Bangladesh
- Sri Lanka (pays hôte)
- Bhoutan
- Maldives
- Népal